# 橋接配體
橋接配體（或称桥联配体、桥连配体）是連接二個或二個以上原子（通常是金屬原子）的配體。配體本身可以是單原子，也可以由多個原子組成。由於所有複雜的有機化合物都可以擔任橋接配體的角色，因此「橋接配體」一詞一般是指較小的配基（如鹵素和擬鹵素）或是特別用來連結二個金屬原子的配基。
在命名有橋接配體的錯合物時，橋接配體前會標示一個帶有上標數字的μ，上標數字表示橋接配體所連接的原子個數。而μ2常會簡稱μ。 

一個μ^{2}橋接配體

## 常見的無機及有機橋接配體
除了胺及氨外，所有的配體均可以橋接。特別常見的無機橋接配體有：
- OH−（羟联）
- O2−（氧联）
- S2−
- SH−
- NH2−
- NH2−
- N3−
- CO
- 鹵素
- H−
- CN−

CN−的橋接方式比較特殊，在橋接時會以M-NC-M'的連結方式，N和C各連接一個金屬原子。
許多有機的配體可以和中心的金屬原子形成穩固的配合鍵，其中也包括上述無機配體的有機衍生物（R = 烴基或芳香基）：
- OR−
- SR−
- NR2−
- NR2−
- P3−
- PR2−
- PR2−

## 多功能配體
多功能配體（Polyfunctional ligands）可以有許多不同的方式和金屬配合，因此也會有許多不同的橋接方式：例如橋接時使用一個原子或多個原子。上述的配體包括一些含氧的陰離子，包括碳酸根、羧酸根、磷酸根及多酸鹽。為了橋接不同的金屬，目前已開發了許多含磷的有機配體，其中較常見的是1,1-双(二苯基膦)甲烷（簡稱dppm）。

## 舉例
| 化合物 | 化學式                     | 說明                                                                                                   |
| ------ | -------------------------- | --- |
|        | {Fe(III，OH2)4)2(µ-OH)2}4+ | 在此例中，氫氧根是一個μ2的橋接配體。在化學式中，μ2被簡化為μ。                                          |
|        | (η6-C6H6)2Ru2Cl2(μ-Cl)2    | 此錯合物中，兩個氯為端基，而另外兩個氯以μ2的方式橋接。化學式前面的η表示苯配體的哈普托數（Hapticity）。 |
|        | B2H6                       | 典型的硼烷。兩個硼之間有兩個橋接的氫。                                                                 |
|        | (Co(CO)3)3(μ3-(C-tBu))     | 此錯合物中有一個μ3的卡拜橋接配體（C-tBu）。                                                            |